# Cuento de fantasmas

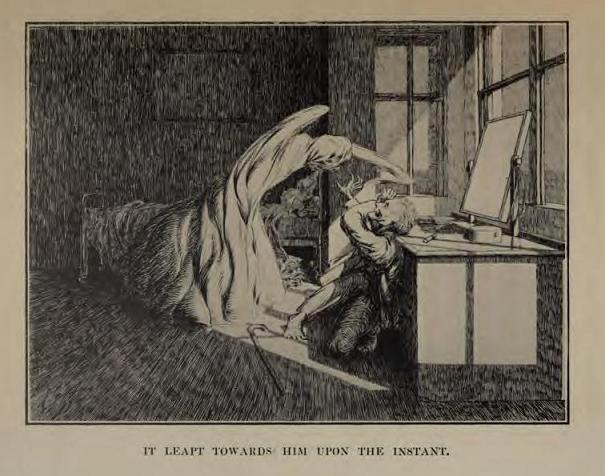
Ilustración de James McBryde para el relato de M. R. James "Silba y acudiré".

El cuento de fantasmas, o historia de fantasmas, es toda aquella obra de ficción o drama, dentro del género de terror, que incorpora un fantasma, o simplemente toma como premisa su posibilidad o la creencia de los personajes de la obra en ellos.  Las historias de fantasmas existen en todo tipo de literatura, desde cuentos populares hasta obras religiosas e historias de terror modernas, y en la mayoría de culturas. Las historias de fantasmas son ejemplos comunes de intrincadas redes de creencias tradicionales y folclore en torno a fantasmas y apariciones, comunes en casi todas las culturas. 
Coloquialmente, el término «cuento de fantasmas» o «historia de fantasmas» puede referirse a cualquier tipo de historia de miedo. En un sentido más estricto, la historia de fantasmas se ha desarrollado como un formato de cuento o relato corto, dentro de la literatura de género. Es una forma de ficción sobrenatural, específicamente de weird fiction, y a menudo es una historia de horror. Pueden utilizarse como episodios aislados o historias interpoladas dentro de una narrativa más amplia, como en El asno de oro de Apuleyo, «El cuento del cura y la monja» de Geoffrey Chaucer, Hamlet de William Shakespeare y muchas obras renacentistas y novelas góticas, o pueden ser el tema central de una obra, como las historias de In a Glass Darkly de Sheridan Le Fanu, la novela corta Otra vuelta de tuerca de Henry James o la novela El hombre verde de Kingsley Amis. El «fantasma» puede aparecer por sí solo o ser invocado por arte de magia. Vinculada al fantasma está la idea de que estos se «aparecen» y «rondan» o «encantan» un lugar (p. ej., una casa embrujada), objeto o persona.  Si bien las historias de fantasmas suelen tener la intención explícita de asustar, se han escrito para diversos propósitos, desde la comedia hasta las moralidades. Los fantasmas suelen aparecer en la narrativa como centinelas o profetas de cosas por venir.
El escritor y especialista británico L. P. Hartley describía este tipo de narración como «la forma más exigente del arte literario». De la misma opinión fue la también especialista May Sinclair: «Considero los cuentos de fantasmas como una forma de arte perfectamente legítima y, a la vez, la más difícil». A lo que añadió: «Los fantasmas tienen su propio ambiente y su propia realidad; tienen también su propio escenario dentro de la realidad diaria que conocemos; el narrador maneja dos realidades al mismo tiempo».
En una Antología de fantasmas que preparó, el estudioso español Antonio Ballesteros afirmó a su vez: «Aunque pueda parecer lo contrario, el relato de fantasmas es una de las formas más difíciles y complejas de la escritura literaria, pues, con un escaso número de ingredientes, se ha de construir una suerte de microcosmos de terrorífica atmósfera, que, si no se maneja con soltura y brillantez estilística, puede precipitarse irremisiblemente en lo grotesco y lo ridículo».
El historiador y estudioso del género estadounidense Jack Sullivan explica en pocas palabras los motivos del interés que despierta el cuento de fantasmas entre el público: «En cuanto a las razones últimas por las que leemos estas historias, cabe señalar que semejante pregunta aburrida e incontestable ya se ha planteado demasiadas veces. Basta el hecho de que nos divierten. Las razones siguen siendo tan perversas y misteriosas como las mismas historias».
Aunque no se circunscriben a la órbita anglosajona, los representantes más destacados de la modalidad son autores en lengua inglesa de la época victoriana, como M. R. James, Algernon Blackwood, Joseph Sheridan Le Fanu, Henry James, Charles Dickens, Edith Wharton, etc.

## Definición y contexto
La creencia en las manifestaciones de los espíritus de los muertos está muy extendida por todo el mundo, remontándose al animismo o culto a los antepasados en las culturas preliterarias. Ciertas prácticas religiosas—ritos funerarios, exorcismos—, así como prácticas espiritistas y rituales mágicos, están diseñados específicamente para proporcionar descanso a los espíritus de los muertos. Los fantasmas de los mismos se describen generalmente como entes solitarios que frecuentan determinados lugares, objetos o personas con los que se relacionaron en vida. En diversas culturas se conocen asimismo desde siempre historias de ejércitos fantasmales, de trenes y barcos fantasma, e incluso de animales fantasma.
Una creencia generalizada en relación con los fantasmas, que la literatura recoge igualmente, es que están compuestos de una materia brumosa, aérea o sutil. Los antropólogos vinculan esta idea a la antigua creencia de que el fantasma lo constituía «la persona dentro de la persona» (su espíritu); en ciertas culturas de la Antigüedad se identificaba al fantasma con la respiración de la persona, ya que, sobre todo en climas fríos, al exhalarse aire el aliento aparece visible como una niebla blanca.

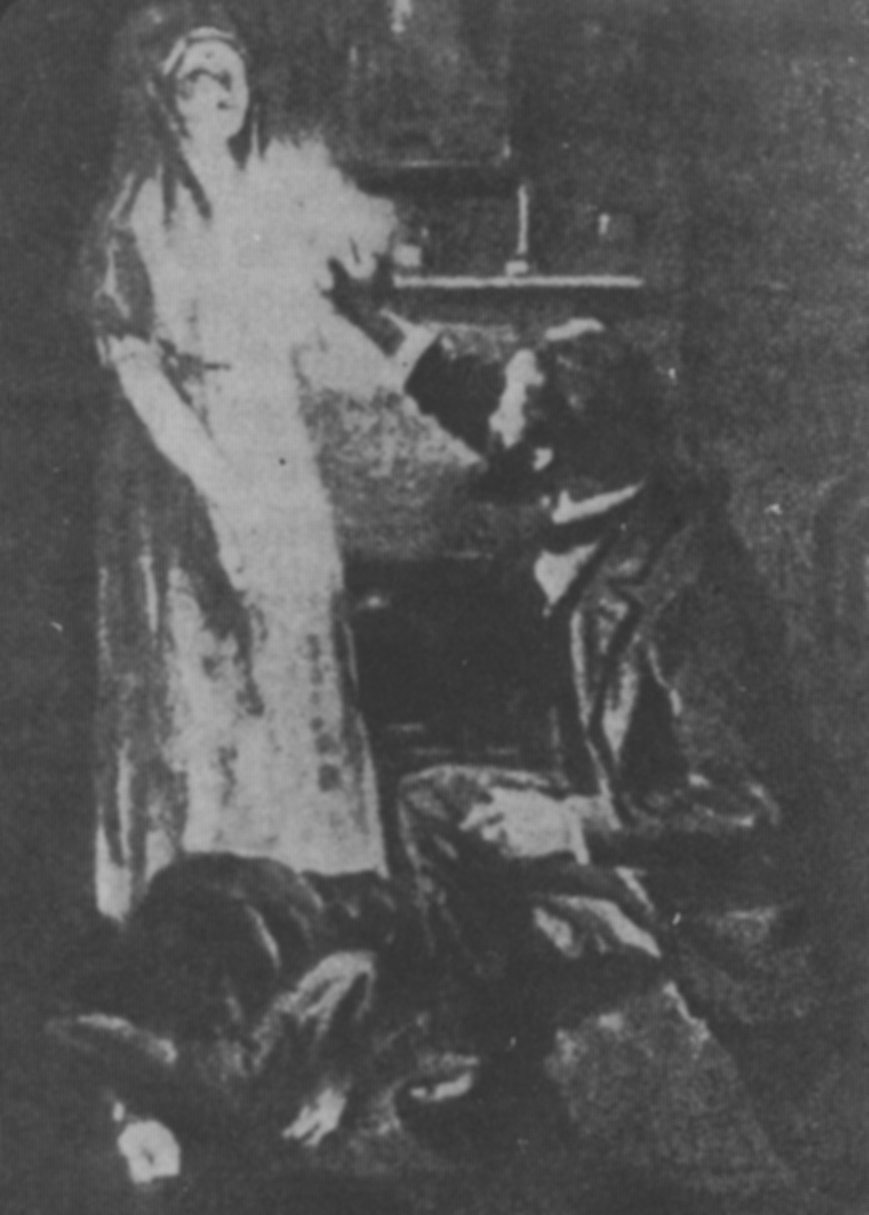
Cuadro basado en la descripción del investigador sir William Crookes: la médium Florence Cook se encuentra en el piso, y Crookes ilumina el ectoplasma de la fallecida Katie King.

Más técnicamente, según el escritor del género y crítico estadounidense Darrell Schweitzer, el fantasma puede aparecer por sí mismo o ser convocado por arte de magia. Vinculada con el fantasma está la idea del «encantamiento», es decir, la creencia de que una entidad sobrenatural se halla estrechamente relacionada con un lugar, objeto o persona determinados. En términos coloquiales, la expresión cuento de fantasmas puede referirse a cualquier tipo de historia de miedo, especialmente en el mundo anglosajón. En un sentido más estricto, la historia de fantasmas se ha desarrollado como un formato del cuento dentro de la ficción del género de terror (cuento de terror). Se trata de una forma de ficción sobrenatural y, específicamente, de lo que se conoce en el mundo anglosajón como «weird tale» (cuento extraño, insólito o de miedo), casi siempre de contenido terrorífico, aunque se conocen también cuentos de fantasmas humorísticos, e incluso alegóricos o moralistas, en los cuales los fantasmas se presentan, por ejemplo, como centinelas o profetas de acontecimientos venideros. La creencia en fantasmas se encuentra en todas las culturas del mundo, y las historias sobre estos seres sobrenaturales se transmiten de forma oral o por escrito.
Desde el punto de vista psicológico, según los compiladores ingleses Michael Cox y R. A. Gilbert, en su antología fundamental Historias de fantasmas de la literatura inglesa (1986, edición original), la creencia en los fantasmas proviene del hecho de que «hagamos lo que hagamos, los muertos no desaparecen. Tanto si los sepultamos y aislamos como si dispersamos sus cenizas, permanecen en forma de fantasmas en nuestra memoria y, enfrentados con su constante presencia, no tenemos más remedio que aprender a vivir con ellos. Tal vez la forma más eficaz de acomodarlos consista en encerrarlos dentro de relatos, bien como los muertos y vengativos o reconfortantes del folclore, como los aburridos y prosaicos fantasmas de la investigación científica, o como los imprevisibles aparecidos de la ficción». Estrictamente hablando, según el Diccionario Oxford, un fantasma (ghost) es «el alma de una persona fallecida [...] que se aparece a los vivos», pero tanto en el folclore como en las narraciones se admiten otros significados no tan precisos. Cox y Gilbert, por otra parte, defienden una característica fundamental de los fantasmas literarios: «Los protagonistas fantasmales deben actuar con intencionalidad; sus acciones, o las consecuencias de las mismas, deben constituir el tema central del relato, en lugar de las acciones de los vivos. Y, lo más importante, todo fantasma, sea humano, animal o cadáver reanimado, debe estar indiscutiblemente muerto».
También en la perspectiva psicológica, el psiquiatra e historiador del terror Rafael Llopis resalta con agudeza: «Es interesante señalar que, desde el punto de vista de la conservación del individuo, los cuentos de fantasmas no deberían resultar terroríficos, sino muy tranquilizadores, en la medida en que su núcleo fundamental es precisamente la supervivencia personal después de la muerte». Esto es demostrativo de aquello en que consiste para Llopis la llamada «pulsión de muerte» freudiana: una tendencia, no hacia la no existencia, sino, contrariamente, hacia la supervivencia en el Más Allá.
El especialista Eric Savoy, dentro del compendio de ensayos The Cambridge Companion to Gothic Fiction [Guía de Cambridge de la ficción gótica], al estudiar la implantación de ésta en los Estados Unidos, resalta la función del fantasma como prosopopeya o personificación, a través de la cual «las ideas abstractas, debido al sentido de las circunstancias históricas, adoptan "cuerpo" en la figura del fantasma. Es la misma estrategia que permite al muerto levantarse, a la voz fantasmal materializarse de la nada y a los objetos asumir una forma amenazante pseudo-viva. Esto permite también los más llamativos efectos del encantamiento, lo misterioso y el retorno de lo reprimido».
Antonio Ballesteros recuerda por su parte que no todos los fantasmas literarios encarnan el mal o son una manifestación de lo tétrico; el fantasma es «una de las formas de lo enigmático, de lo inefable, aunque hay fantasmas para todos los gustos y de toda condición en la literatura decimonónica [...]. Muchos de ellos, observamos, no tienen nada de demoníaco o maligno; algunos nos causan más melancolía que terror; otros son más motivo de ironía y dignos de compasión (recordemos El fantasma de Canterville, de Oscar Wilde) que de escalofriante espanto. En definitiva nuestros fantasmas son como nosotros, y esconden en su esencia inestable la semilla de la complejidad psicológica que habita en los más recónditos y procelosos rincones de nuestro ser».

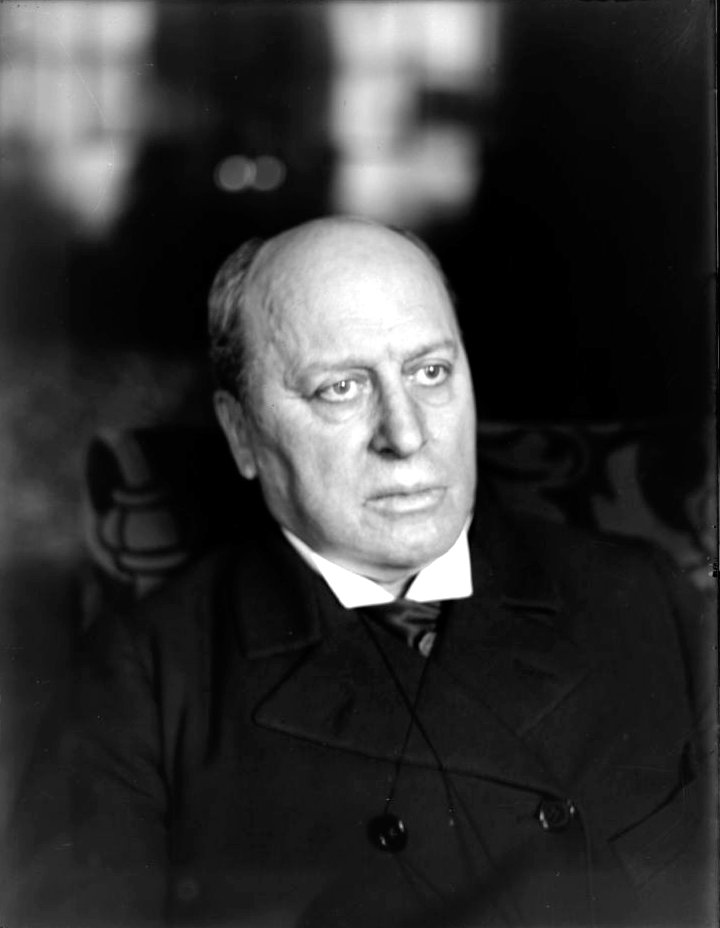
Henry James.

El escritor y crítico español Carlos Pujol afinó en una antología de fantasmas de Henry James: «Cuanto más vivimos con los muertos –que para James son el pasado por antonomasia– más vida descubrimos en ellos, más vida también nos quitamos a nosotros. En vez de rehacer el ayer desde el hoy, es el pasado el que inventa un presente que nos produce una extraña sensación de ternura y congoja. Vivimos o creemos (o queremos) vivir bajo la ley de los muertos, y el inocente fantasma de Maud-Evelyn, que no existe, que no se manifiesta, que no amenaza, ejerce la más dura y terrible de las coacciones, la imaginativa y la de la compasión, hasta convertirse en el fantasma más presente de todos los de James. Y no obstante no nos será presentado».
La destacada escritora de fantasmas Edith Wharton aplicó a este tipo de relatos el famoso adagio De gustibus non est disputandum: «El médico que dijo que no había enfermedades sino solo pacientes, coincidiría probablemente en que no existen fantasmas, sino solo narradores de historias de fantasmas, ya que lo que provoca estremecimientos en uno, a otro lo deja apaciblemente tibio».
La estudiosa británica Jennifer Uglow (en Escritoras del siglo XX. Relatos de fantasmas), tras describir las sensaciones que produce en el lector, relaciona el cuento de fantasmas con el de detectives y aun con la comedia: «La repentina fractura de lo normal, combinada con el hecho de que estos espectros regresan, después de todo, de las regiones de la muerte, crea una aprensión que quita el aliento. La paralizadora sensación de pérdida y de soledad que llevan consigo sería demasiado difícil de soportar si no fuera, extrañamente, por la astucia formal del propio cuento de fantasmas. Los espíritus de la ficción, a diferencia de las apariciones al azar, necesitan tener motivos y objetivos para que la narración prosiga, y el lector debe descubrirlos. Así, como en el caso de las novelas de detectives (que contienen también el temor a la anarquía y a la irracionalidad, y lo difunden), guiado por lo que H. P. Lovecraft llama «el guiño de complicidad del autor», el lector se apresura a darle vuelta a la página para descubrir, no quién lo hizo, sino por qué lo están haciendo, y lo que ocurrirá. La culminación inaudita, el alarido repentino, el imprevisto lance final de la trama nos devuelven con un grito sofocado al mundo "real". Por eso la comedia no es ajena a los cuentos de fantasmas, sino casi esencial. La risa es el mejor amortiguador del sobresalto».

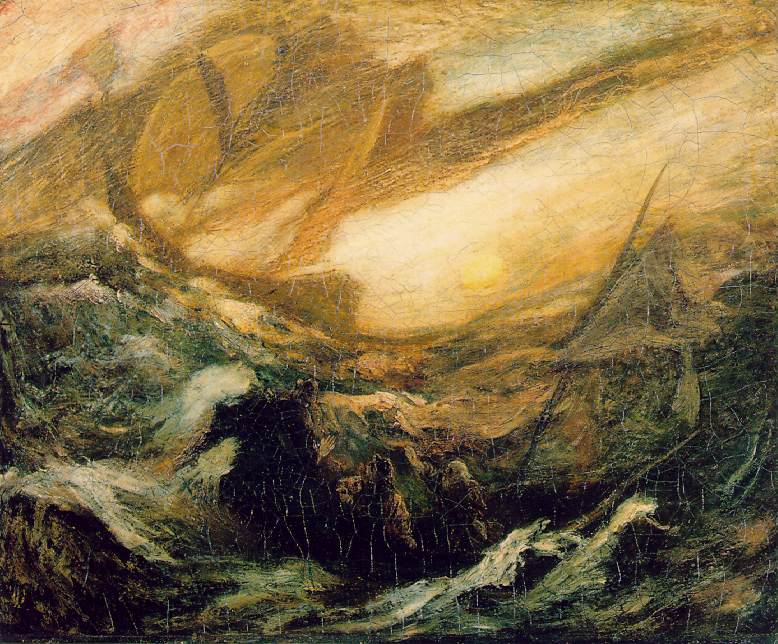
The Flying Dutchman (El holandés errante), por Albert Pinkham Ryder.

Sobre los vínculos entre la historia de fantasmas tradicional y el cuento de fantasmas literario, el estudioso y antologista belga A. van Hageland, escribió en 1973: «Decíamos que los relatos literarios de fantasmas utilizan a menudo aspectos extraídos de los cuentos tradicionales. Citemos, por ejemplo, las numerosísimas novelas escritas sobre Flying Dutchman, el célebre buque fantasma. Muchos autores contemporáneos continúan inspirándose en esta fuente popular y folklórica, aunque, no obstante, les presten el hálito de su propia genialidad. Nuestros estudios literarios comparados nos han hecho descubrir una multitud de plagios, pero podemos afirmar que la mayor parte de estos casos de inspiraciones en la riqueza de las concepciones populares han sido obra del subconsciente de los escritores. Utilizan muchas veces estos temas sin ser conscientes de ello; y así aparecen en la obra de dichos autores bajo el efecto de fuerzas inferiores, sub o incluso inconscientes. [...] Para analizar la obra de autores de cuentos fantásticos, el psicoanálisis desempeña un importante papel».
Y acerca de la relación entre el cuento de fantasmas y el relato literario en general, según Jack Sullivan (en Enciclopedia Penguin del horror y lo sobrenatural), «hacia finales del siglo XIX, el desarrollo de la historia espectral y del cuento moderno estaban estrechamente unidos. Los maestros de una –Hardy, Kipling, Bierce, James, Maupassant, Saki, Conrad, Dickens– eran también maestros del otro. Y para entonces, estaba por demás claro que, como Poe había señalado medio siglo antes, el cuento corto era un formato mucho más indicado para el horror y lo sobrenatural que la novela». Añade Sullivan que las grandes novelas terroríficas surgidas en la época (El retrato de Dorian Gray, de Wilde, Drácula, de Stoker, La casa en el confín de la tierra, de Hodgson) no constituyen más que la excepción que confirma la regla, y que más bien la novela corta, como el cuento, se adapta mucho mejor a este género.

## Historia

Fragmento de una vasija con el cuento Jonsuemheb y el fantasma escrito en hierático, entre 1292 y 1076 a. C. (Imperio Nuevo de Egipto). Museo Egizio, Turín.

En el contexto religioso, en el Antiguo Testamento, por ejemplo, se menciona a la Bruja de Endor invocando al espíritu del profeta Samuel. En la ficción, los espíritus de los muertos aparecen ya reflejados en la Odisea de Homero, en la cual se narra un viaje al inframundo en el que el héroe encuentra fantasmas de los muertos. El escritor de la Antigua Roma Plinio el Joven, en sus cartas, describe un fantasma que se convertiría en habitual en la literatura posterior: un espíritu barbudo que porta cadenas traqueteantes. Mostellaria, del también romano dramaturgo Plauto, es la primera obra conocida que registra una vivienda embrujada, de forma que a veces se traduce como La casa encantada. También hay pasajes fantasmales en El Satiricón de Petronio y El Asno de Oro, de Apuleyo, así como en varias obras del también romano Séneca.
En la Edad Media no se cultivó el género como tal, pero surgen espectros en muchas obras, no solo de tipo religioso: en las sagas islandesas, en los relatos de viajes fabulosos, en obras hagiográficas, en actas de concilios y hasta en crónicas históricas, como las del francés Jean Froissart.

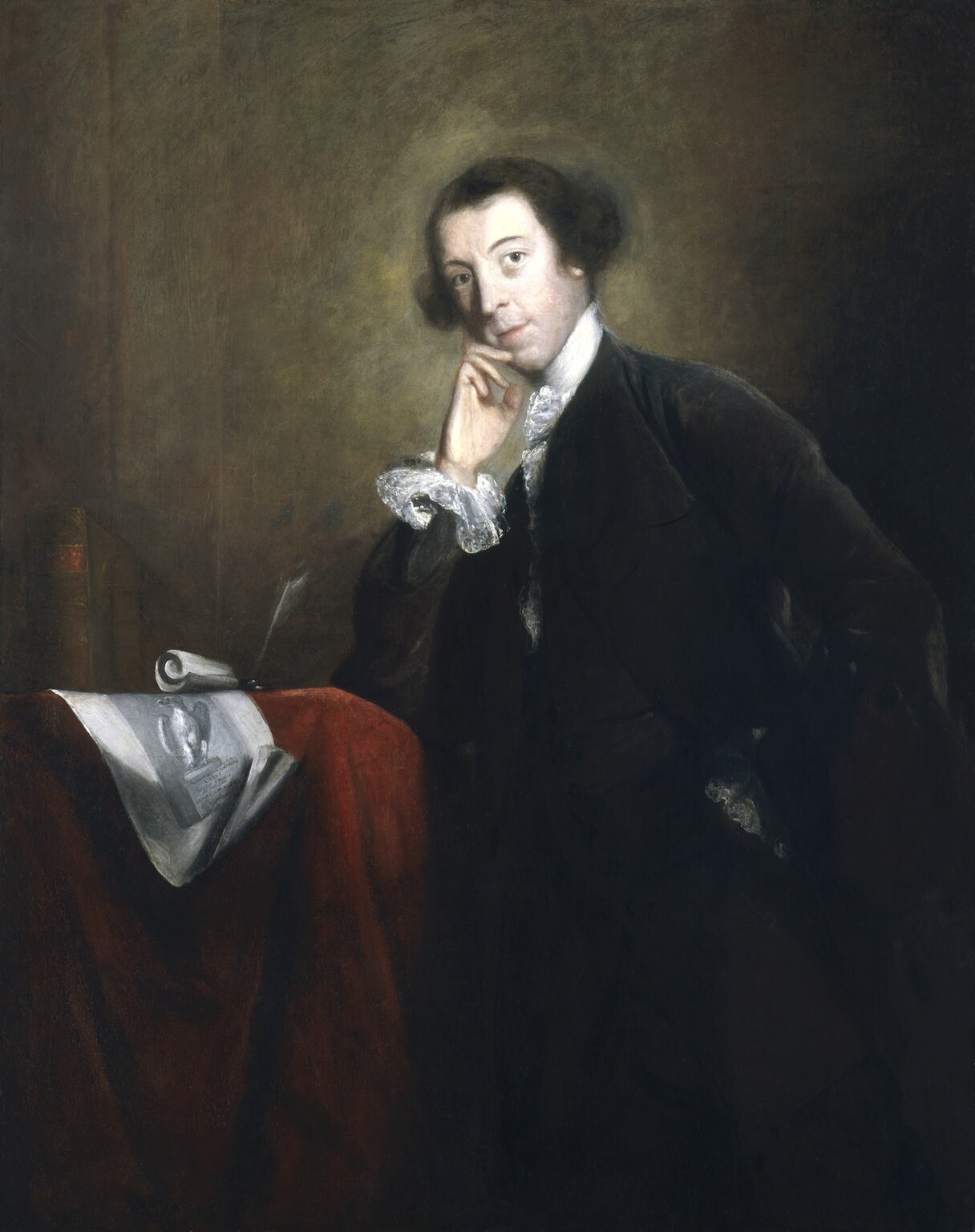
Horace Walpole, pionero de la novela gótica.

En el Renacimiento abundan los tratados sobre fantasmas, además de trasgos, duendes, vampiros y brujas de todo tipo, pero insistiéndose en el origen demoníaco de los mismos. Los fantasmas que habían aparecido a menudo en las tragedias de Séneca influyeron en las de William Shakespeare. Los fantasmas en Ricardo III se asemejan al modelo de Séneca, aunque el fantasma que aparece en Hamlet desempeña un papel más complejo.
Los fantasmas ocuparon un lugar destacado en las baladas británicas de los siglos XVI y XVII, particularmente en las llamadas Border Ballads (Baladas de la frontera), que se registraron en la turbulenta zona fronteriza entre Inglaterra y Escocia. Muy conocidas son «The Unquiet Grave», «The Wife of Usher's Well» y «Sweet William's Ghost», que cuentan con el tema recurrente del regreso de la tumba de amantes o niños muertos trágicamente.
Según Antonio Ballesteros, «es desde mediados del siglo XVII y hasta finales del XVIII cuando, coincidiendo con el auge progresivo de los postulados racionalistas, los fantasmas desaparecen del imaginario de lo que podríamos llamar "cultura oficial"», y su presencia se hace cada vez más escasa y difusa, «viéndose restringida su manifestación al folclore, las baladas, la tradición oral, e incluso las supersticiones, formas todas ellas rescatadas luego por autores como Walter Scott».
Desde mediados del siglo XVIII, la situación cambiará con el surgimiento de los prerrománticos «Poetas de la tumba» o «Poetas de cementerio» ingleses y de los artífices de las novelas góticas. Sobre el germen de la temprana novela gótica, H. P. Lovecraft dictamina: «Los paisajes fantasmales de Ossian, las visiones caóticas de William Blake, las grotescas danzas de brujas del «Tam O’Shanter» de Burns, el siniestro demonismo de «Christabel» y «El viejo marinero» de Coleridge, el misterioso encantamiento del «Kilmeny» de James Hogg, y los elementos de horror cósmico que figuran en «Lamia» y muchos otros poemas de Keats, forman las típicas ilustraciones británicas de la introducción de lo sobrenatural en la literatura formal». Los fantasmas llegaron a constituir motivo central de muchas novelas góticas, como ya en la primera muestra de dicha corriente, El castillo de Otranto, del británico Horace Walpole. Otros escritores góticos que prodigaron espectros fueron Clara Reeve, William Beckford, Ann Radcliffe, Matthew Lewis, y el autor con el que dicha corriente alcanzó su culmen y remate, Charles Maturin.
Jack Sullivan ha señalado que muchos críticos sostienen la existencia de una «edad de oro de la historia de fantasmas», datable entre el período de decadencia de la mencionada novela gótica, hacia los años 1830, y el comienzo de la Primera Guerra Mundial. Sullivan afirma que las obras de Edgar Allan Poe y Sheridan Le Fanu inauguraron dicha edad de oro.
Rafael Llopis, quien se apoya en G. M. Tracy, refiriéndose exactamente al cuento de fantasmas genuino, afina más el periodo, situándolo entre 1898 y los dos primeros decenios del siglo XX.
Jennifer Uglow recoge la opinión de historiadores del género, como Julia Briggs: «La atracción por lo sobrenatural coincidió, tal vez no por casualidad, con una pérdida de la fe religiosa y con la rápida extensión de la industrialización. Ambas presiones pueden haber creado la necesidad de recordar espíritus antiguos y mágicos que prometían la existencia de otro mundo, aunque resultase bastante incómodo. Fue este uno de los argumentos de Freud en su ensayo de 1919, "Lo misterioso"». La popularidad de este tipo de relatos, agrega Uglow, perduró hasta fines de la década de 1930, y murió después de la Segunda Guerra Mundial, para resurgir posteriormente. Sobre este particular, Uglow recuerda las palabras de la destacada escritora del género Elizabeth Bowen (en su prólogo a The Second Ghost Book, 1952): «La locura universal de nuestro siglo parece proporcionar un ambiente propicio: hasta ahora confinados a antiguas casas solariegas, castillos, panteones, intersecciones, caminos de tejo, claustros, bordes de acantilados, páramos y aguas estancadas urbanas, [los fantasmas] pueden ahora pasearse por todas partes sin restricciones. Se sienten cómodos en apartamentos y viven en casas de campo. Saben cómo cortar la electricidad, enfriar la calefacción o calentar el aire acondicionado. […] Los adelantos en psicología los han beneficiado; el complejo de culpabilidad es su amigo particular».

### Reino Unido e Irlanda

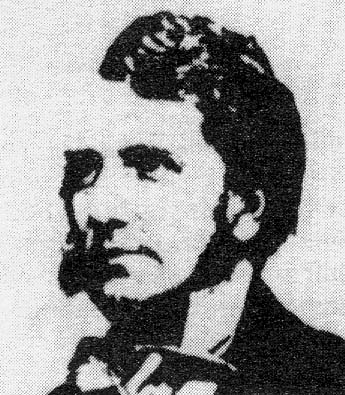
Joseph Sheridan Le Fanu.

Uno de los escritores más influyentes de las historias de fantasmas fue el irlandés Joseph Sheridan Le Fanu. Libros de cuentos de este autor, inspirados en la tradición gótica, como In a Glass Darkly (1872) y The Purcell Papers (1880), ayudaron a popularizar el formato del cuento como medio para la ficción fantasmal. La también irlandesa Charlotte Riddell (quien escribió bajo el pseudónimo Mrs. J. H. Riddell), creó historias de fantasmas que destacan por un uso muy hábil del tema de la casa embrujada. Autores asimismo destacados en el ámbito anglosajón fueron, entre otros, Edward Bulwer-Lytton, Margaret Oliphant, Hugh Walpole, E. F. Benson y L. P. Hartley.
Figura clave en el Reino Unido de esta modalidad fue M. R. James, a quien el escritor y crítico británico David Langford describió como el autor del «canon más influyente del siglo XX dentro del relato de fantasmas». En su escrito «Some Remarks on Ghost Stories» [«Algunas observaciones sobre los cuentos de fantasmas»] (1929), James identificó cinco características clave de la historia de fantasmas inglesa, que fueron resumidas por el profesor Frank Coffman para un curso de literatura imaginativa popular, como sigue:
- Pretensión de autenticidad de lo narrado.
- «Un terror agradable».
- Sin derramamiento de sangre gratuita ni sexo.
- No hay «explicación de la maquinaria».
- Escenario: «los de la época del escritor (y lector)».

M. R. James perfeccionó un método narrativo dentro del género que desde entonces se conoce en el ámbito anglosajón como Jamesian (jamesiano), y que implica el abandono de muchos de los elementos góticos tradicionales que habían usado sus predecesores. El cuento clásico jamesiano generalmente incluye, además de los mencionados, los siguientes elementos: 
- Un entorno bien diseñado en un pueblo inglés, ciudad costera o finca; una antigua ciudad en Francia, Dinamarca o Suecia; o una abadía venerable o universidad.
- Un caballero erudito anodino y bastante ingenuo como protagonista (a menudo de carácter reservado).
- El descubrimiento de un viejo libro u otro objeto de anticuario que despierta de alguna manera, atrae la ira, o por lo menos la atención no deseada de una amenaza sobrenatural, por lo general proveniente del Más Allá.

De acuerdo con James, la historia debe «poner al lector en la posición de decirse a sí mismo: "¡Si no ando con tiento, algo así me puede pasar a mí!"».

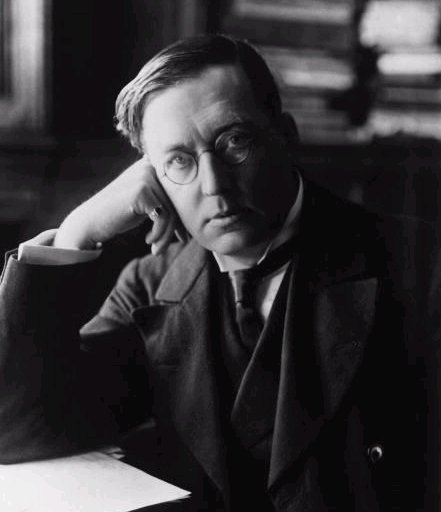
M. R. James.

James perfeccionó la técnica de narrar los acontecimientos sobrenaturales a través de la implicación y la sugerencia, dejando al lector llenar los espacios en blanco. Sus relatos se centran en los detalles ordinarios de sus escenarios y personajes con el fin de poner de mayor relieve los elementos terribles y extraños. El escritor resumió su enfoque en su prólogo a la antología Ghosts and Marvels (Oxford, 1924): «Los dos ingredientes más valiosos en la confección de una historia de fantasmas son, para mí, la atmósfera y un crescendo bien logrado […]. Introduzcamos, a continuación, a los personajes de manera plácida; veamos cómo les va en sus asuntos ordinarios, presentémoslos satisfechos con su entorno, sin que les molesten los presentimientos, y en este ambiente de calma dejemos que el ente siniestro asome la cabeza, discretamente al principio, y luego con más insistencia, hasta apoderarse de la escena». También señaló: «Otro requisito, en mi opinión, es que el fantasma debe ser malévolo u odioso: las apariciones amables y serviciales están bien en los cuentos de hadas o en las leyendas locales, pero para mí carecen de utilidad en una ficción fantasmal».
A pesar de las sugerencias que dejó caer en su ensayo «Stories I Have Tried to Write» [«Historias que he intentado escribir»], de que los escritores empleen principalmente la reticencia en su trabajo, muchos de los cuentos de James presentan escenas e imágenes de enorme e inquietante violencia.
Otros autores de la era eduardiana, como Algernon Blackwood—que combinaba las historias de fantasmas con las de naturaleza mística—, Oliver Onions—qué fundía sus historias de fantasmas con el terror psicológico—, y William Hope Hodgson—cuyos fantasmas se desenvolvían en escenarios marítimos y de ciencia ficción—, contribuyeron a encauzar las historias de fantasmas en nuevas direcciones.
Un escritor británico moderno notable de ficción fantasmal es Ramsey Campbell. Otros escritores del género actuales son el angloirlandés Jonathan Aycliffe (Denis MacEoin), que ha escrito varias novelas, y la inglesa Susan Hill.

### Alemania
E. T. A. Hoffmann produjo varias historias de fantasmas, entre ellas «El espíritu elemental» y «Las Minas de Falun». En sus historias «Die heilige Cäcilie oder die Gewalt der Musik» y «Das Bettelweib von Locarno» ([«Santa Cecilia o el poder de la música» y «La mendiga de Locarno»], el poeta Heinrich von Kleist cultivó asimismo el género.

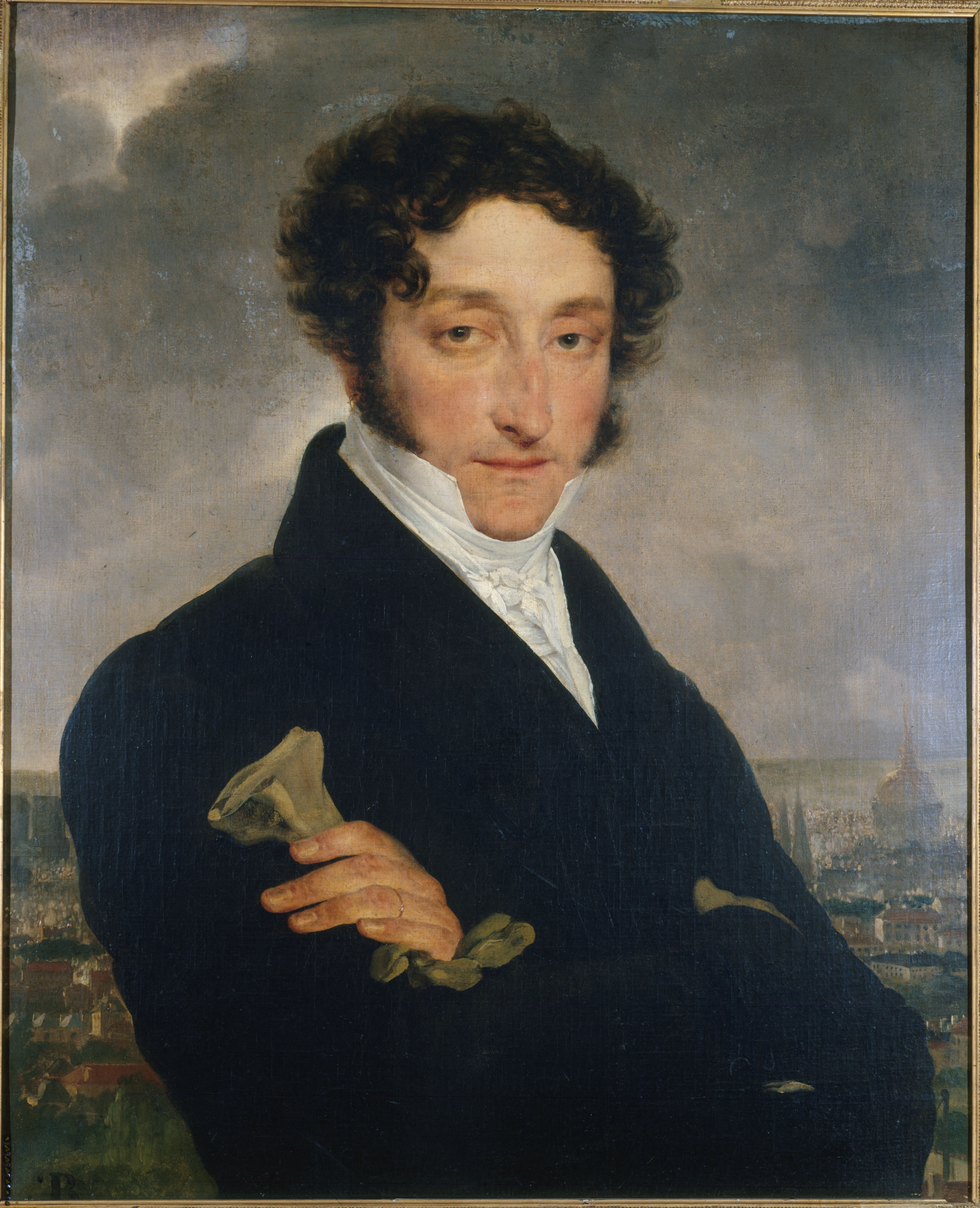
Charles Nodier, cuentista de fantasmas francés.

### Francia y Bélgica
Los románticos franceses Charles Nodier, Théophile Gautier y Prosper Mérimée inauguraron en su país el relato espectral, cada uno con características propias. Más tarde, Guy de Maupassant aportó obras como «Apparition» (1883). El belga Jean Ray, ya en 1947, publicó Le livre des fantômes (El libro de los fantasmas).

### Estados Unidos
Muy influidos por ejemplos británicos y alemanes como los que acaban de citarse, los escritores estadounidenses comenzaron a producir, a principios del siglo XIX, sus propias historias de fantasmas. Washington Irving escribió «La aventura del estudiante alemán», y Edgar Allan Poe, algunos relatos de fantasmas muy sui generis, como «La máscara de la Muerte Roja» y «Morella».
Más tardíamente, en dicho siglo, escritores estadounidenses de relevancia, como Mary Eleanor Wilkins Freeman y, sobre todo, Henry James, con la muy aclamada Otra vuelta de tuerca, también escribieron ficción fantasmal.
A partir de la década de 1940, Fritz Leiber diseñó cuentos de fantasmas que figuran en los entornos industriales modernos, como «Smoke Ghost» (1941) y «A Bit of the Dark World» (1962). Shirley Jackson hizo una importante contribución a la modalidad con su novela The Haunting of Hill House. Para Stephen King, esta obra constituye «el relato de casas encantadas más cercano a la perfección que he leído jamás». Entre los escritores vigentes, el propio Stephen King ha contribuido al género con novelas como El resplandor, adaptada exitosamente al cine por Stanley Kubrick. Uno de los escritores de fantasmas más interesantes de los últimos años es el cuentista Thomas Ligotti (Noctuario).

### España
España es tradicionalmente país poco proclive al género fantástico; son sin embargo destacables, en el siglo XIX, autores como el romántico tardío Gustavo Adolfo Bécquer («El rayo de luna», «La leyenda del beso», «Maese Pérez el organista», «El miserere», «Los ojos verdes», «El monte de las ánimas», «La promesa»...) y Pedro Antonio de Alarcón, escritor ya perteneciente al realismo, con el excelente relato «La mujer alta». En el siglo XX también han cultivado el género autores de importancia como Wenceslao Fernández Flórez (Tragedias de la vida vulgar), Alfonso Sastre (Noches lúgubres, en homenaje a las de José de Cadalso) y Noel Clarasó (Miedo), entre otros.
Entre las leyendas tradicionales que podemos encontrar en este país destacan: las de la Santa Compaña; y la de Catalina Lercaro, entre otras.

### América Latina
Numerosos escritores latinoamericanos han escrito cuentos e historias de fantasmas.  Un ejemplo notable es Pedro Páramo, de Juan Rulfo, que narra la historia de Juan Preciado, quien viaja al pueblo natal de su difunta madre para encontrar a su padre, y al llegar, Juan encuentra la ciudad desierta y habitada únicamente por fantasmas. Carlos Fuentes también escribió varios cuentos de fantasmas («Chac Mool», «La gata de mi madre»), además de una novela corta, Aura (1962). Otros ejemplos son «El último viaje del buque fantasma» de Gabriel García Márquez, «La puerta condenada» de Julio Cortázar o «Lanchitas» de José María Roa Bárcena.

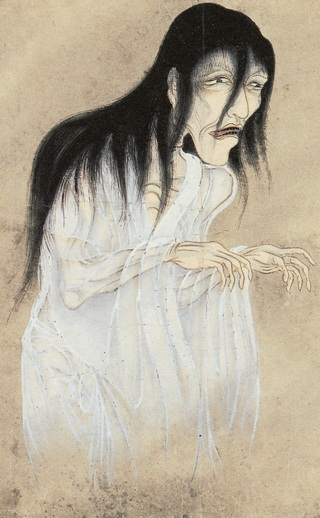
Yūrei (fantasma japonés) de la colección de ilustraciones titulada Hyakkai Zukan, hacia 1737.

### Oriente, otros países
En el Japón, La historia de Genji, antiquísima colección de relatos (data del siglo XI), contiene diversas historias de fantasmas. En la Inglaterra victoriana, el escritor Lafcadio Hearn publicó una colección de relatos folklóricos japoneses de espectros que tuvo mucha repercusión: Kwaidan: Stories and Studies of Strange Things [Kaidan: Cuentos y estudios de fenómenos extraños].
En Arabia, el libro de Las Mil y Una Noches o Noches árabes, contiene numerosas historias de fantasmas, frecuentadas por genios, gules y cadáveres vivientes. Otras obras árabes de la Edad Media, como la Enciclopedia de los hermanos de la pureza, contienen asimismo historias fantasmales.
Sobre fantasmas y otros seres malditos, se conocen asimismo leyendas milenarias, tanto orales como escritas, en la India, en China y en otras naciones y culturas orientales.
En los pueblos eslavos y de Europa del Este es muy conocido este tipo de historias. En Rusia, por ejemplo, el folclorista y escritor Aleksandr Afanásiev recogió en sus obras multitud de relatos tradicionales de fantasmas y terroríficos de dicha nacionalidad.

## Cuentos y novelas célebres de fantasmas
De Daniel Defoe: «La aparición de Mrs. Veal». Horace Walpole: El castillo de Otranto. Walter Scott: «La cámara de los tapices». E. T. A. Hoffmann: «El espectro enamorado». Joseph Sheridan Le Fanu: «El fantasma de madame Crowl», «La casa junto al cementerio», «La habitación del dragón volador». Edgar Allan Poe: «Ligeia». Charles Dickens: Canción de navidad, «El guardavías», «El fantasma en la habitación de la desposada». Oscar Wilde: «El fantasma de Canterville». Aleksandr Pushkin: «La dama de picas».

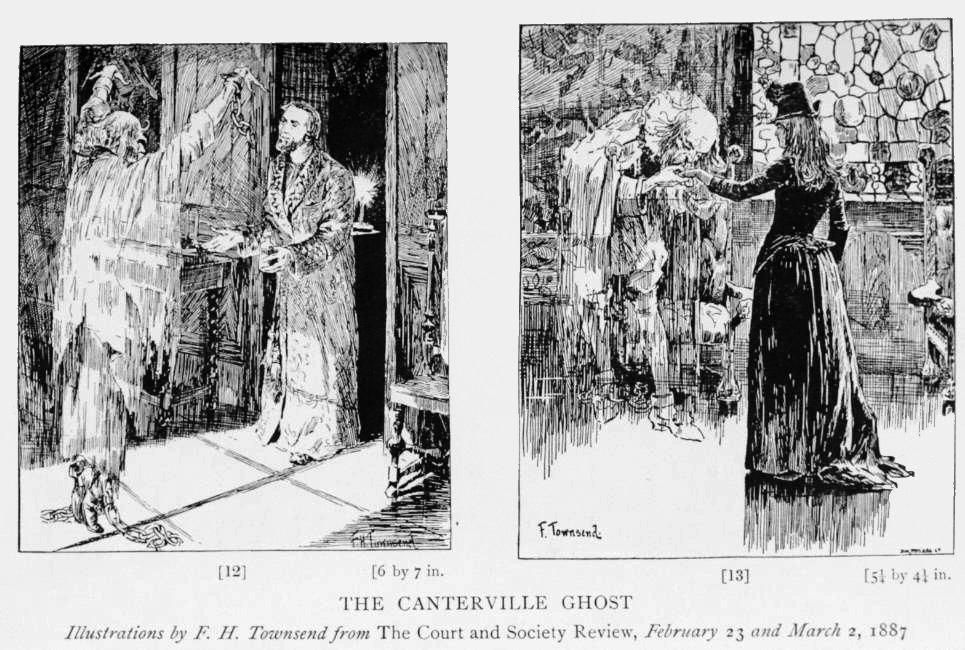
Ilustración para "El fantasma de Canterville", de Oscar Wilde (1887).

Erckmann y Chatrian: «El burgomaestre embotellado». Henry James: Otra vuelta de tuerca, «Los amigos de los amigos», «Maud-Evelyn». Guy de Maupassant: «Aparición». Auguste Villiers de L'Isle Adam: «Vera». M. R. James: «El álbum del canónigo Alberico», «Silba y acudiré», «El fresno». Algernon Blackwood: «La casa vacía», «El bosque de los muertos», «El valle perdido». Walter de la Mare: «La tía de Seaton», «De Mortuis», «Los que escuchan» (poema). Vernon Lee: «Una voz perversa». Wilkie Collins: «La señora Zant y el fantasma». Margaret Oliphant: «La puerta abierta». Edith Wharton: «El triunfo de la noche». Oliver Onions: «La pitillera». E. F. Benson: «El santuario». F. Marion Crawford: «La litera de arriba». W. W. Jacobs: «La pata de mono». John Buchan: «Fullcircle«». Robert Aickman: «Los cicerones». Thomas Burke: «El hombre hueco». Stephen King: El resplandor. Peter Straub: Ghost Story.